# Cadillac CTS
De Cadillac CTS is een automodel in de hogere middenklasse van het Amerikaanse automerk Cadillac. De CTS is een sportieve, premium-sedan die onder meer concurreert met de Audi A6, BMW 5-serie en Mercedes E-Klasse. De eerste generatie rolde in 2002 van de band en werd een enorm succes. De CTS moest toentijd het gat vullen onder de DeVille en Seville.
Van de CTS wordt ook een sportieve versie gelanceerd, genaamd de CTS-V. Deze moet concurreren met onder andere Mercedes-AMG, BMW M en Audi RS.

## Eerste generatie (2002-2007)
De eerste generatie CTS werd in 2002 geïntroduceerd. Anders dan modellen zoals DeVille en Seville, kreeg de CTS ditmaal achterwielaandrijving; om zo de Duitse premiummerken Audi, BMW en Mercedes in het vizier te zetten. Er waren diverse V6- en V8-motoren leverbaar. In 2004 werd er het V-label gecreëerd, zoals AMG van Mercedes-Benz is, om zo de CTS-V te bouwen. Deze was uitgerust met Chevrolets 5,7-liter V8-motor van 300 kW (400 pk), manuele zesbak, Brembo-remmen en Goodyear-banden. In 2006 werd de motor verhoogd naar 6 liter waarmee de auto een hoger koppelband kreeg.

### Uitvoeringen
- 2.6 V6
- 2.8 V6
- 3.2 V6
- 3.6 V6
- CTS-V (5.7 V8, later 6.0 V8)

## Tweede generatie (2007-2014)

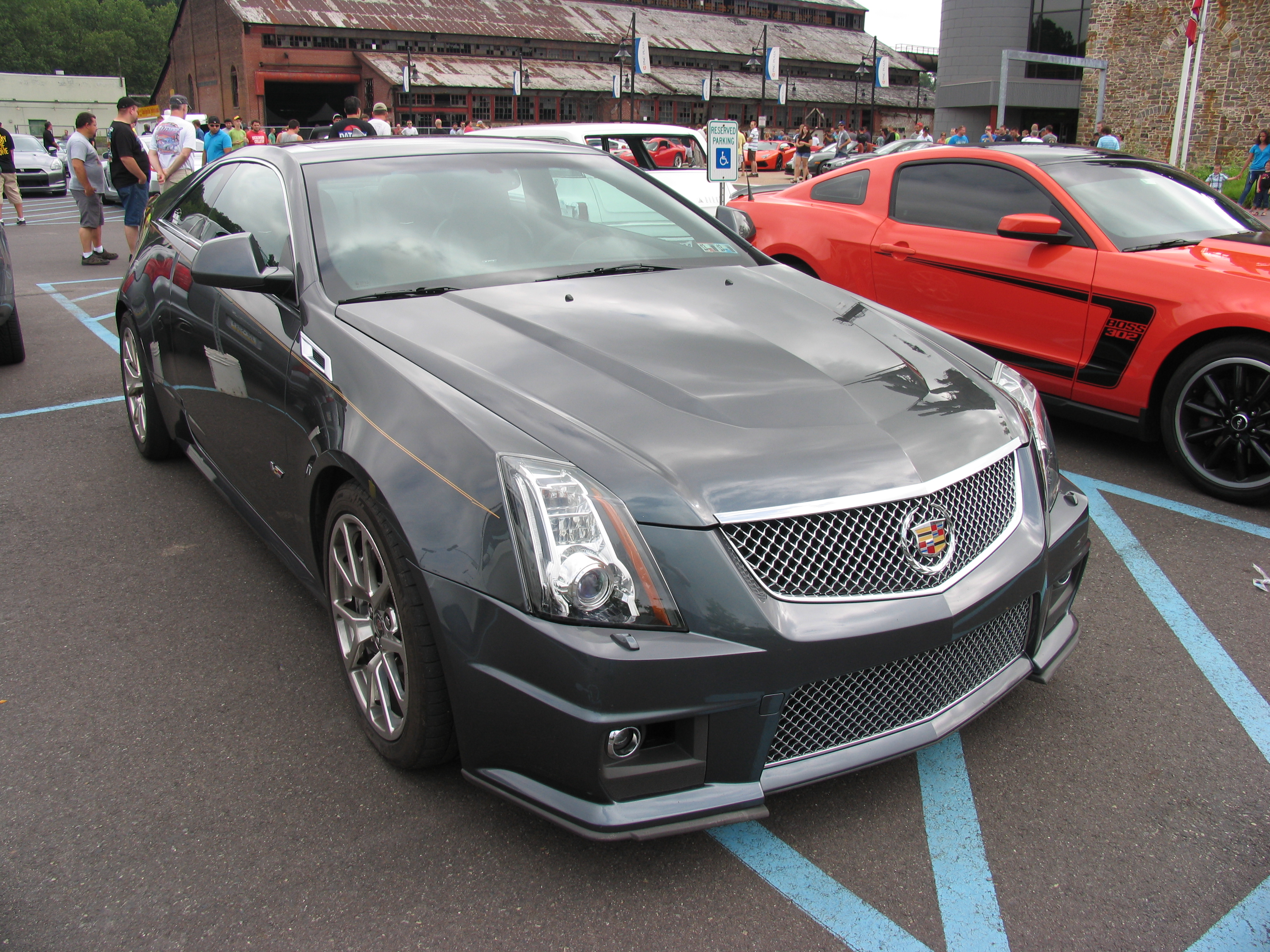
Cadillac CTS-V Coupe

In 2007 werd de CTS vervangen door een tweede generatie, die tentoongesteld werd op de NAIAS. Hoewel het concept nog steeds hetzelfde bleef, werd de auto iets langer, zowel de lengte, breedte als hoogte. De wagen debuteerde met een nieuwe basismotor: een 3,6-liter-V6-motor van 200 kW (263 pk). Daarnaast bood het automerk ook een coupe en stationwagen aan, de CTS Sport Wagon. Ook werd er voor het eerst vierwielaandrijving aangeboden. Later werden er diverse motoren aangeboden, zowel V6- als V8-motoren. Alle uitvoeringen hadden een V6-motor, met uitzondering van de CTS-V, die in de plaats een V8 van Chevrolet kreeg.
In 2014 werd de laatste versie van de tweede generatie geproduceerd. De assemblage gebeurde in Lansing, Michigan.

### CTS-V
Ook van deze generatie kwam er een V-versie van de CTS. Nu niet alleen als sedan, maar nu ook als Coupe en Sport Wagon. Waar de vorige een 5,7l-V8 kreeg, krijgt die nu de 6,2-liter-V8-motor met supercharger uit de Corvette ZR1. Het resultaat komt uit op 415 kW (556 pk). De auto accelereert van 0 tot 100 km/u in 4,2 seconden en bereikt een topsnelheid van 308 km/u. Hiermee troeft hij duidelijk zijn rivalen, waarvan de Duitse zijn begrensd op 250 km/u.

## Derde generatie (2013-heden)
In 2013 werd de derde generatie voorgesteld. De stationwagen en coupe verdwenen uit het gamma. Daardoor is de nieuwe generatie CTS nog alleen maar beschikbaar als vierdeurs-sedan. Voor het eerst kreeg de CTS een kleinere motor: dit betreft de 2,0-liter-viercilinder-lijnmotor met één turbo die onder andere te vinden is uit andere merken van de General Motors-groep. Bovendien is de CTS nu alleen beschikbaar met automatische versnellingsbakken.